# 連 (姓)
連（れん）は、漢姓の一つ。

## 中国の姓
2020年の中華人民共和国の統計では人数順の上位100姓に入っていないが、台湾の2018年の統計では73番目に多い姓で、39,918人がいる。

### 著名な人物
- 連戦 - 元台湾行政院長
- 連勝文 - 中華民国の政治家、実業家

## 朝鮮の姓
連（れん、ヨン、リョン、朝: 연 (S)련 (N) 3）は、朝鮮人の姓の一つである。

### 著名な人物
- 連珠（朝鮮語版） - 高麗の武臣。

### 氏族
| 氏族（地域） | 創始者 | 割合 (%) （2000年） |
| ------------ | ------ | ------------------- |
| 羅州連氏     |        |                     |
| 全州連氏     |        |                     |

2015年の調査では羅州連氏が48人、残りの11人の本貫は不明である。

### 人口と割合
| 年度   | 人口  | 世帯数 | 順位         | 割合 |
| ------ | ----- | ------ | ------------ | ---- |
| 1930年 |       | 7世帯  |              |      |
| 1960年 | 202人 |        | 258姓177位   |      |
| 1985年 | 398人 | 88世帯 | 274姓中186位 |      |
| 2000年 |       |        |              |      |
| 2015年 | 59人  |        |              |      |